# San Dionisio Ocotlan
San Dionisio Ocotlán è un comune del Messico, situato nello stato di Oaxaca.